# Mary Porter
Mary Ann Porter, död 24 februari 1765, var en brittisk skådespelerska.
Porter var under 1700-talets tidigare decennier anställd vid Drury Lane Theatre i London, där hon i tidens imposanta, lössläppt lidelsefulla stil intog platsen som sin epoks stora tragiska skådespelerska. Bland hennes roller märks Volumnia i Coriolanus, Lady Macbeth i Macbeth och drottning Katarina i Henrik VIII.